# Dębosz żukowaty
Dębosz żukowaty, dębosz (Aesalus scarabaeoides) – gatunek chrząszcza z rodziny jelonkowatych.

## Opis
Wyglądem zbliżony do modzelatkowatych. Ciało długości 5-8 mm, silnie wypukłe, słabo błyszczące, brunatne do czarnobrunatnego. Głowa niewielka, gęsto punktowana i oszczeciniona. Czułki o buławce trójczłonowej. Przedplecze silnie punktowane i oszczecinione. Pokrywy wypukłe, gęsto punktowane, grubo, czarnobrunatnie oszczecinone, o krawędziach ząbkowanych. Przednie golenie z szeregiem ząbków po zewnętrznej stronie, a środkowe i tylne spłaszczone z kilkoma ząbkami. W budowie żuwaczek przejawia się dymorfizm płciowy: na grzbietowej ich stronie występują u samców tępe, prostopadłe zęby, a u samic mały ząbek lub brak ząbków w ogóle

## Biologia i ekologia
Zamieszkuje cieplejsze obszary nizin i pogórza. Cykl rozwojowy trwa 3 lata. Larwy zasiedlają próchniejące drewno, najczęściej pieńków dębów, rzadziej buków, a poza Polską także grabów, wiązów, wierzb i orzechów. Przepoczwarczają się pod koniec lata bądź jesienią i zimują jako imagines w kolebkach poczwarkowych. Pojawiają się w maju i czerwcu. Latają wieczorami i nocą.

## Rozprzestrzenienie
Wykazany został z Austrii, Bośni i Hercegowiny, Bułgarii, Chorwacji, Czech, europejskiej Turcji, Francji, Grecji, Hiszpanii, byłej Jugosławii, Niemiec, Norwegii, Polski, Rumunii, Rosji, Sardynii, Słowacji, Słowenii, Sycylii, Szwecji, Szwajcarii, Węgier i Włoch.
W Polsce gatunek spotykany sporadycznie, głównie na zachodzie i południu kraju, objęty częściową ochroną gatunkową.